# 阿赫拉姆·莫斯特加尼米
阿赫拉姆·莫斯特加尼米（Ahlam Mosteghanemi，1953年4月13日—）是阿尔及利亚诗人和作家。她是第一位用阿拉伯语写诗和小说的阿尔及利亚女性。她已经出版了四部小说和六部选集。她的父亲是一名阿尔及利亚民族主义者。